# Castell (Adelsgeschlecht)

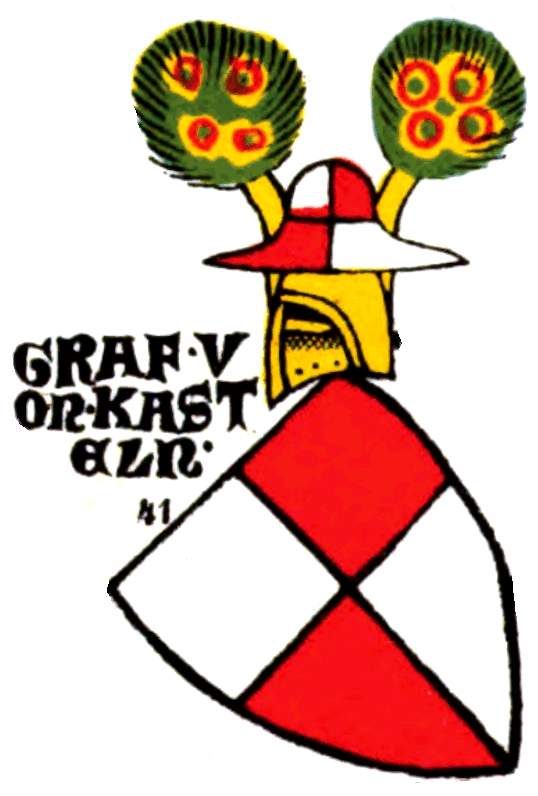
Älteste bekannte Wappendarstellung der Castell aus der Zürcher Wappenrolle (um 1340)

Die Castell oder Grafen von Castell sind ein fränkisches Adelsgeschlecht und regierten von 1202 bis 1806 die Grafschaft Castell, eine reichsständische Grafschaft im Fränkischen Reichskreis. Sie gehörten somit als ehemals im Heiligen Römischen Reich reichsunmittelbar regierende Grafen und spätere bayerische Titular-Fürsten dem Hohen Adel an. Die beiden Hauptlinien besitzen bis heute die Familiengüter der ehemaligen Teilgrafschaften Castell und Rüdenhausen in Unterfranken.

## Geschichte

### Ursprünge

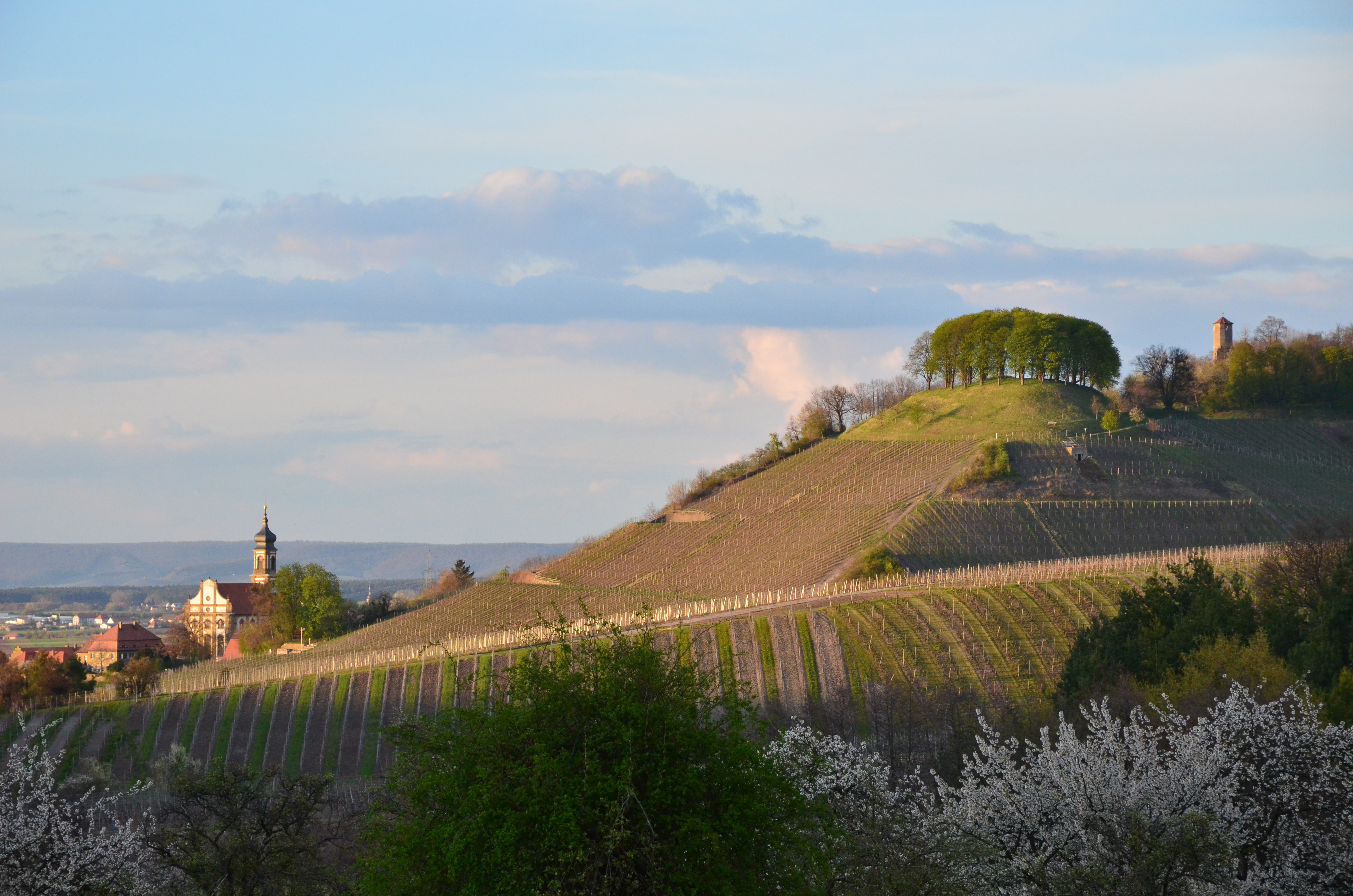
Burgstall auf dem Casteller Schlossberg mit Treppenturm von 1615, Rest der Castell'schen Stammburg

Das Adelsgeschlecht Castell lässt sich über die Besitzgeschichte wahrscheinlich bis zum ostfränkischen Grafengeschlecht der Mattonen zurückverfolgen. Zum Hause Castell gehören die älteste Privatbank Bayerns und eines der ältesten deutschen Weingüter.
Urkundlich erschien es vermutlich bereits am 3. März 1057 mit „Rubbrath“ (Rupert) und nannte sich ab 1091 nach dem Stammsitz „de Castello“. 1202/5 wurde das Geschlecht in den Reichsgrafenstand erhoben. Es hatte das Geleitrecht auf der Straße von Kitzingen bis zur Bubeneiche (in Richtung Neustadt an der Aisch) und auf der gesamten Straße von Würzburg nach Bamberg.
Seit 1168 waren die Grafen zu Castell Erbschenken im Hochstift Würzburg. Da der Fürstbischof von Würzburg später in seiner großen Titulatur sich auch „Herzog in Franken“ nannte, war im Barock der Schenkentitel des jeweiligen Oberhauptes der Grafen zu Castell erweitert zu „des Hochstifts Würzburg und Herzogthums zu Franken Ober-Erbschenk“.
Dem Adelsgeschlecht gelang es auch im Laufe des 12. Jahrhunderts einen eigenen Dienstadel aufzubauen, der aus mehreren ministerialen Familien in der Grafschaft bestand. Ältestes dieser Geschlechter war die Familie von Wiesenbronn mit Sitz im gleichnamigen Ort.

### 14.–18. Jahrhundert
Burghaslach (die Burg Haselach) wurde von Gottfried III. von Hohenlohe, Bischof von Würzburg von 1314 bis 1322, als Lehen an die Grafen von Castell gegeben. 1398 verlieh König Wenzel Graf Wilhelm I. das Münzrecht und die Grafen richteten in Volkach die Castell’sche Münzstätte ein. 1457 wurde die Grafschaft Castell aufgrund wirtschaftlicher Probleme Wilhelms II. zum Afterlehen des Hochstifts Würzburg, konnte aber in der Folge ihre Reichsstandschaft bewahren.
In den Jahren 1546 bis 1559 führten die Castell die Reformation in der Grafschaft ein. Graf Georg II. (1527–1597) bezog nach der Teilung der Grafschaft im Jahre 1546 zeitweilig das alte Schloss in Rüdenhausen ein und wählte 1556 das Wasserschloss Rüdenhausen als ständigen Wohn- und Regierungssitz. Damit war die Linie der Grafen Castell-Rüdenhausen begründet. Graf Konrad blieb in Castell, Heinrich IV. (1525–1595) übernahm das mütterliche Erbe (Teile der Grafschaft Wertheim) und baute nach dem 1556 erfolgten Aussterben des männlichen Stammes des Grafenhauses Wertheim in Remlingen ein neues Schloss.
Georg II. von Castell-Rüdenhausen und Heinrich IV. von Castell-Remlingen unterzeichneten 1579 die Konkordienformel von 1577 und das Konkordienbuch von 1580.
Da weder Konrad noch Heinrich männliche Nachkommen hatten, wurde die Grafschaft 1597 erneut zwischen den Söhnen von Georg II.: Wolfgang II. (Castell-Remlingen) und Gottfried (Castell-Rüdenhausen) geteilt.
1783 wurde das Wasserschloss Breitenlohe erworben, das bis 1942 im Besitz der Familie blieb.

### 19. und 20. Jahrhundert
1803 starb die Linie Castell-Rüdenhausen aus. Zwei Brüder der Linie Castell-Remlingen gründeten die neuen Linien Castell-Castell (Albrecht-Friedrich Carl) und Castell-Rüdenhausen (Christian Friedrich).
Nach den Napoleonischen Kriegen wurde die Grafschaft Castell 1806 mediatisiert und in das Königreich Bayern eingegliedert. Die bisherigen Landesherren wurden zu erblichen „Reichsräten der bayrischen Krone“ ernannt und nahmen bis 1918 (Ende des Königreichs Bayern) an der Gesetzgebung teil. Bereits vor 1900 standen viele Vertreter des Gesamtgeschlechts in wirtschaftlich besten Verhältnissen. 1901 wurden die Castell-Castell und die Castell-Rüdenhausen anlässlich des 80. Geburtstags des Prinzregenten in den erblichen bayerischen Fürstenstand erhoben, das jeweilige Familienoberhaupt der beiden Linien führt seitdem den Erstgeburtstitel Fürst.
Mit dem Artikel 109 WRV (Weimarer Reichsverfassung vom 11. August 1919) wurde festgelegt, dass die öffentlich-rechtlichen Vorrechte oder Nachteile der Geburt oder des Standes aufzuheben sind. Die ehemaligen Adelsbezeichnungen wurden als Titel abgeschafft und sind seither nur noch Teil des Familiennamens. In der Monarchie übliche Erstgeburtstitel wie hier Fürst oder Nachfolgetitel wie hier Erbgraf sind keine Namensbestandteile. Der reguläre und bürgerliche Familienname lautet seit der Abschaffung der Monarchie hier Graf bzw. Gräfin zu Castell-Castell oder Graf bzw. Gräfin zu Castell-Rüdenhausen. Dennoch bezeichnen sich die jeweiligen Chefs der Linien der Tradition folgend als Fürst zu Castell-Castell bzw. Fürst zu Castell-Rüdenhausen und die ältesten Söhne als Erbgraf. Die Anreden Durchlaucht oder Erlaucht werden zwar weiterhin von Teilen der Gesellschaft als Höflichkeitsform verwendet, sind jedoch seit der Abschaffung der Monarchie ohne rechtliche Relevanz.
1932 erbte Wolfgang Graf zu Castell-Castell (1877–1940) das oberschlesische Schloss Groß Strehlitz, das seinem Sohn Prosper zu Castell-Castell (1922–1989) dann 1945 enteignet wurde. Während der Herrschaft der Nationalsozialisten in den 1930er und 1940er Jahren fügte sich die seit 1774 bestehende Fürstlich Castell’sche Bank in das neue politische und wirtschaftliche System ein. Man stuft heute, nach eigenen Angaben, das Verhalten der Bank gegenüber ihren jüdischen Kunden zwar nicht als aggressiv ein, jedoch war es auch nicht durch besonderes Mitgefühl für die Schwere des Schicksals ihrer jüdischen Mitbürger gekennzeichnet. Die politische Haltung der Familie war den Nationalsozialisten gegenüber sehr zugeneigt und man kann sie als linientreu gegenüber dem System und dessen Werten beschreiben. Carl Fürst zu Castell-Castell trat im Mai 1933 in die NSDAP ein und stieg 1935 zum Reiterführer der SA-Gruppe Franken auf. Die Söhne Albrecht und Philipp traten dem Jungvolk bei und nahmen an Veranstaltungen der Hitlerjugend teil. Laut eigenen Angaben bewunderte Albrecht bis weit in den Zweiten Weltkrieg hinein die Perfektion und Aggression von Hitlers Staatsapparat und Außenpolitik. Die Haltung des Vaters Carl Fürst zu Castell-Castell gegenüber Juden war eine ablehnende. Als er 1939 als Reserveoffizier eingezogen wurde, taten es die beiden Söhne Albrecht und Philipp dem Vater gleich und zogen ebenfalls in den Krieg. Albrecht kehrte 1945 aus dem Krieg zurück; sein Bruder und sein Vater fielen. Fast 50 Jahre nach dem Krieg bemühte sich Albrecht von Castell-Castell um Versöhnung und öffnete die historischen Archive des Bankhauses. Er ermöglichte es so, das Schicksal von 163 seiner jüdischen Kunden aufzuklären. Nur wenige überlebten in Deutschland.

### 21. Jahrhundert
Vor einigen Jahren machte das Haus Castell-Castell neben dem Angebot von Weinen auch verstärkt mit seiner konservativen Einstellung auf sich aufmerksam. So sprach sich Albrecht Fürst zu Castell-Castell 2011 öffentlich gegen die Besetzung von kirchlichen Ämtern mit Frauen aus. Er lehnte das Zusammenleben von homosexuellen Seelsorgern in evangelischen Pfarrhäusern ab und sprach in diesem Zusammenhang von einer Gegenbewegung zur bayerischen Landeskirche nach Vorbild der Bekennenden Kirche im Dritten Reich.

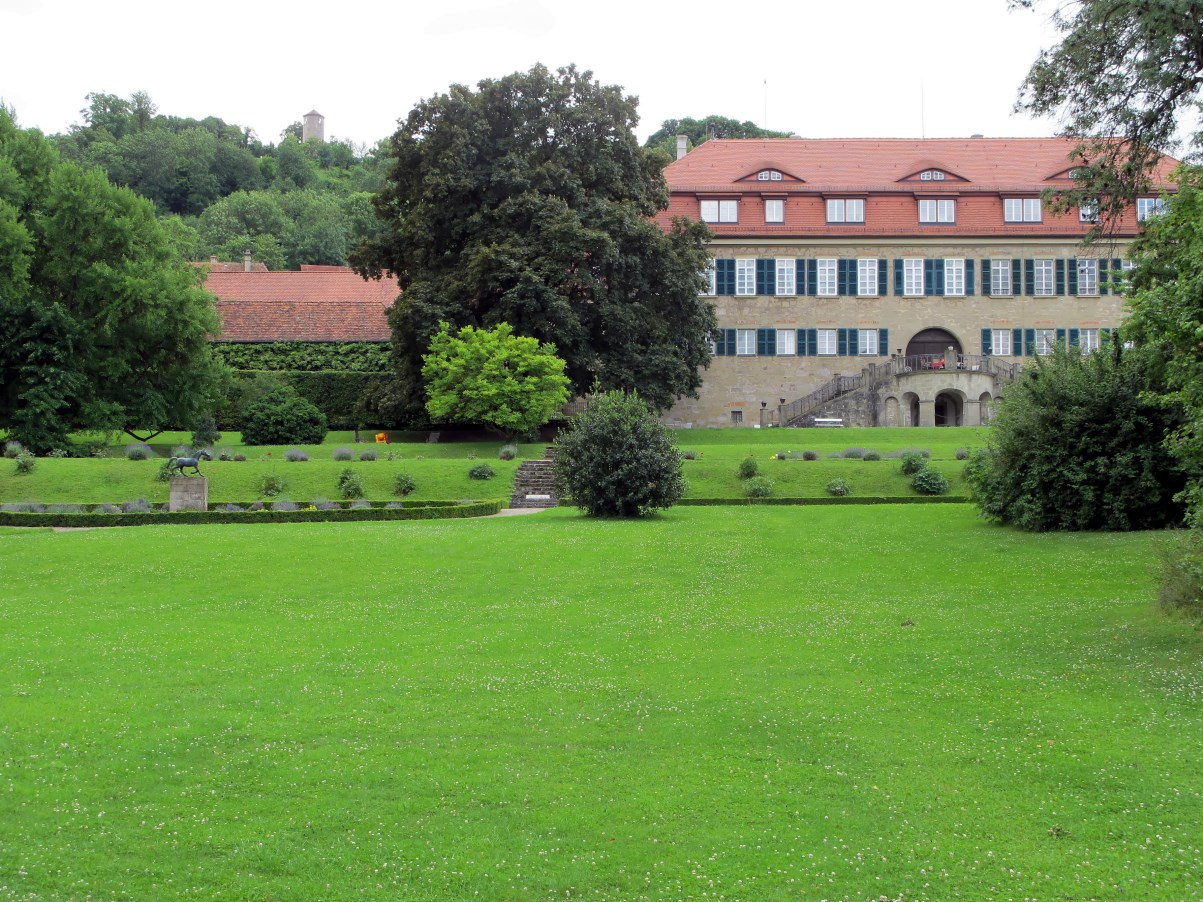
Schloss Castell
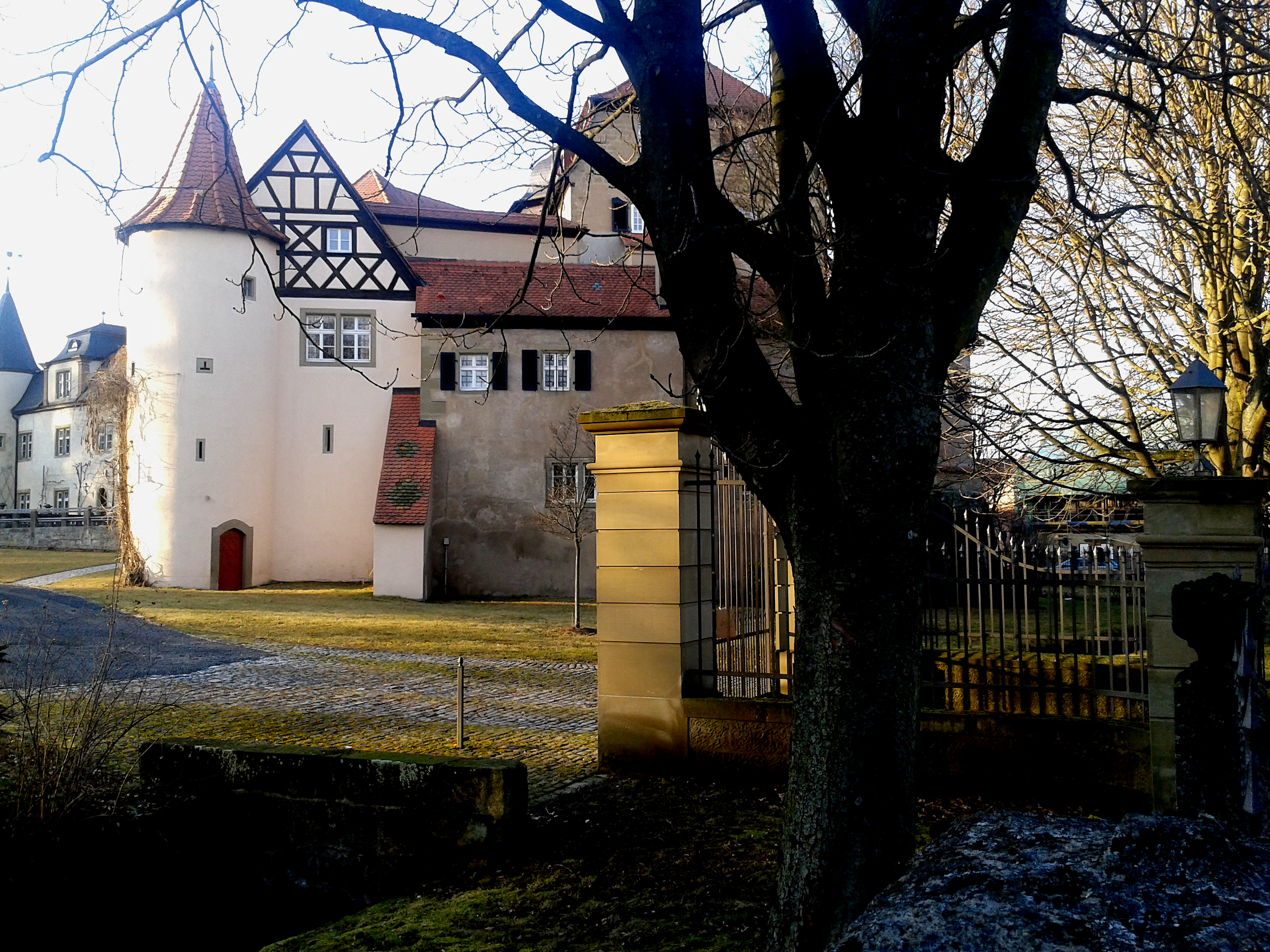
Schloss Rüdenhausen
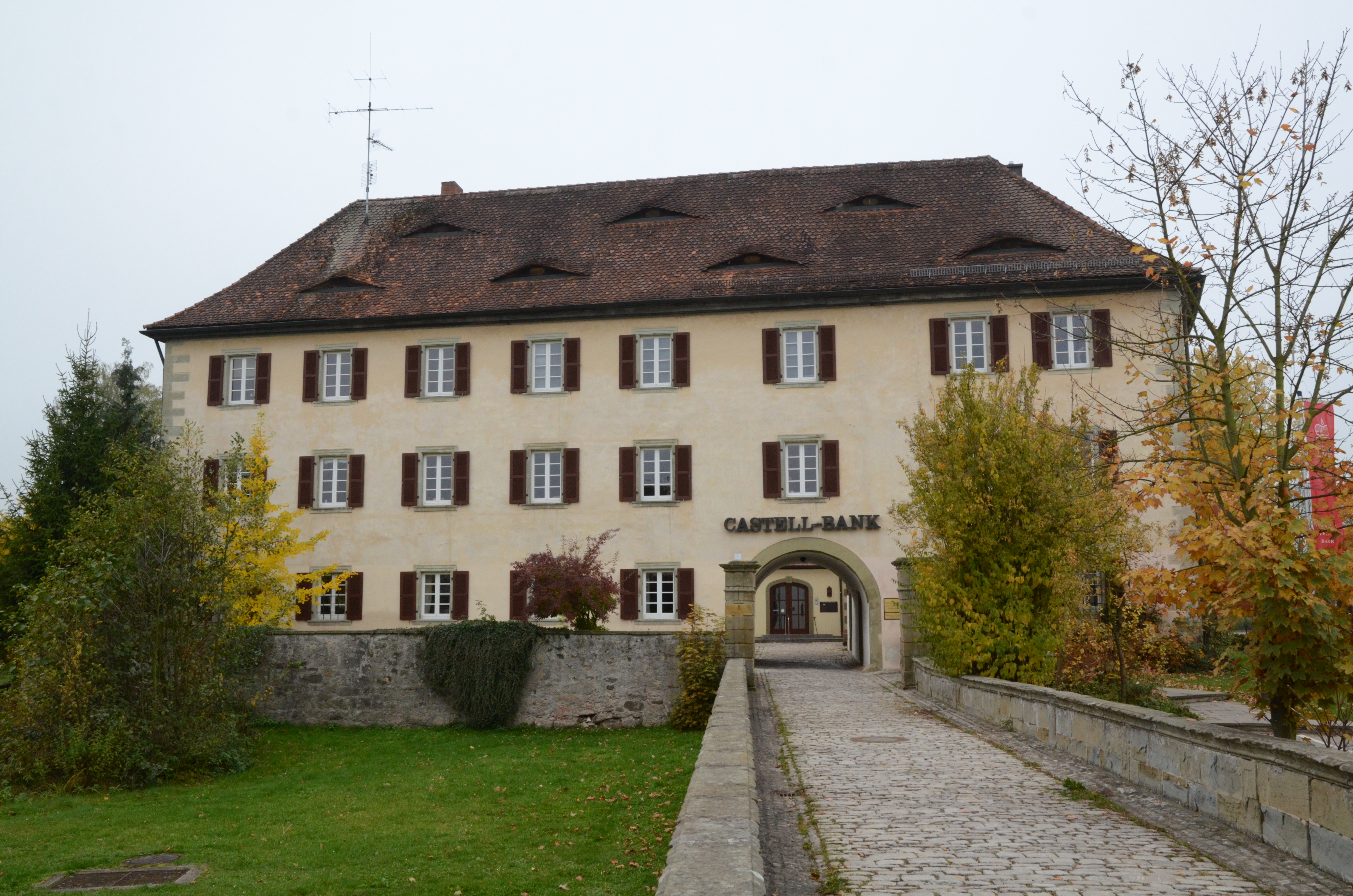
Schloss Burghaslach
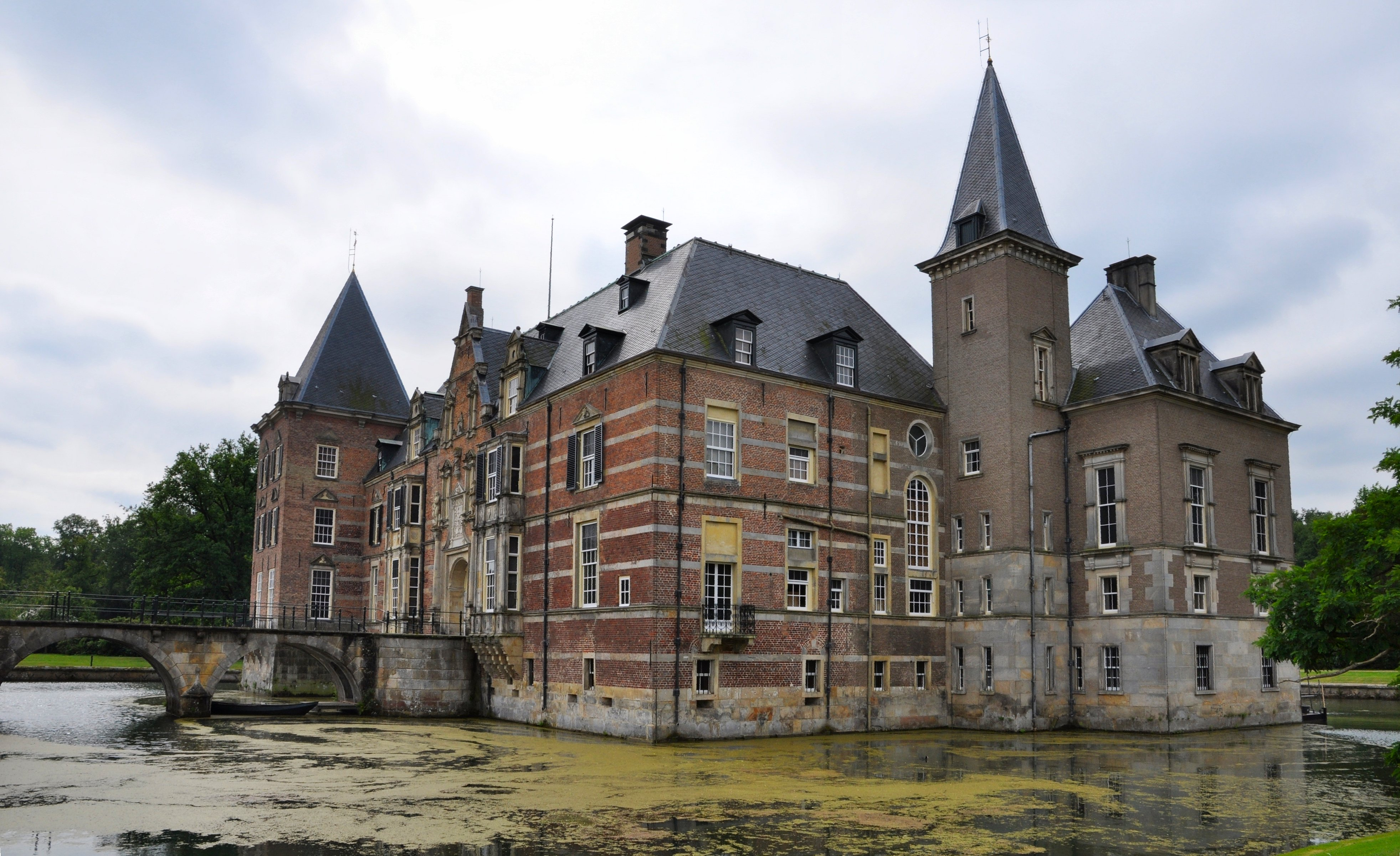
Schloss Twickel, bei Delden, Niederlande

## Heutige Linien der Castell
Die Familie teilte sich 1803 in die zwei protestantischen Linien Castell-Castell und Castell-Rüdenhausen, von letzterer spaltete sich 1898 die Nebenlinie Faber-Castell ab.

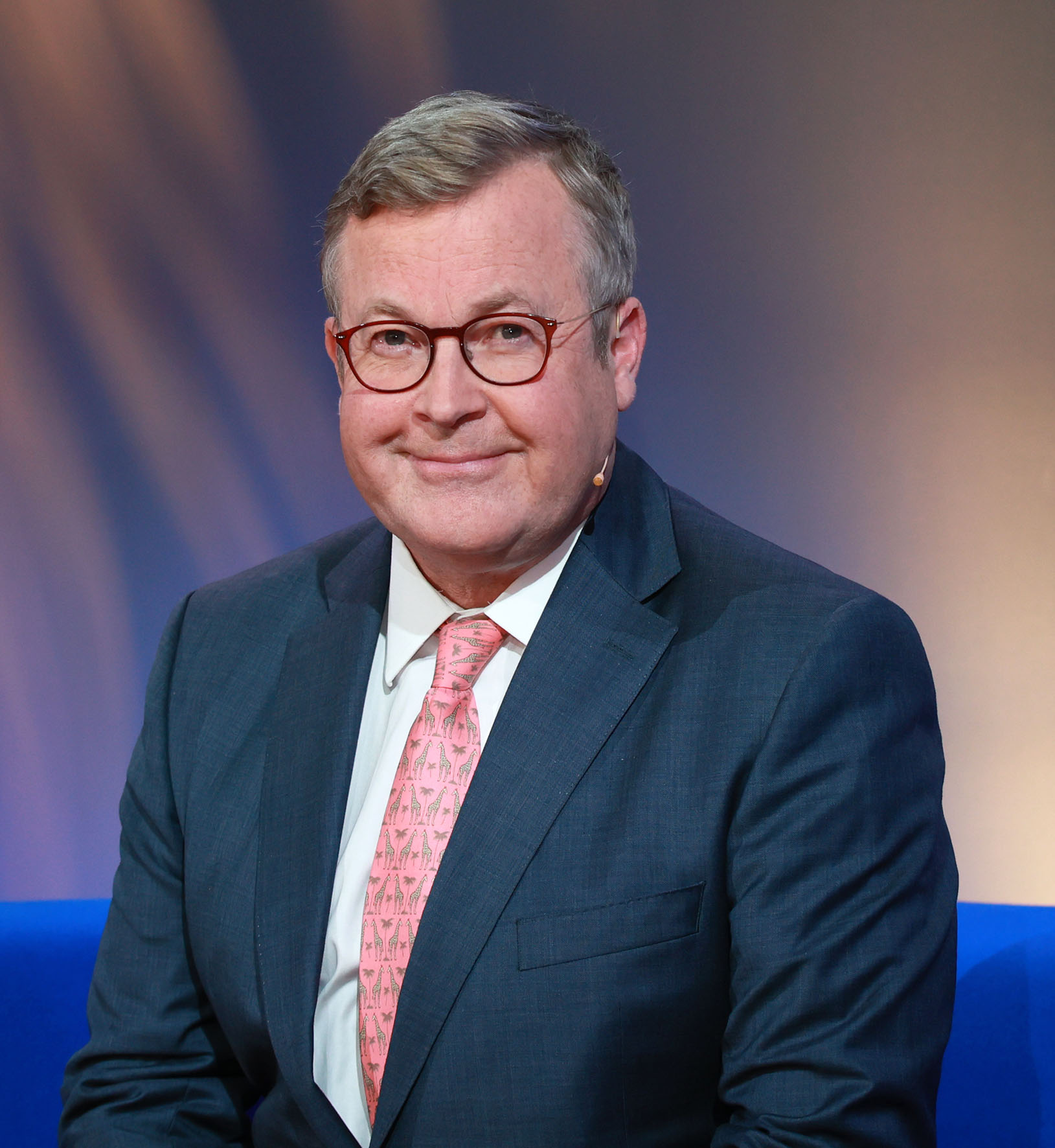
Ferdinand zu Castell-Castell (2022)

### I. Linie: Castell-Castell
Stammvater: Graf Albrecht Friedrich Karl zu Castell (* 2. Mai 1766 in Remlingen; † 11. April 1810 in Castell), Sohn des Grafen Christian Friedrich Karl zu Castell-Remlingen (1733–1773). Graf Friedrich Carl (1864–1923) wurde 1901 in den bayerischen Fürstenstand (mit der Anrede Durchlaucht) erhoben. Ihm folgte, aus seiner Ehe mit Gertrud Gräfin zu Stolberg-Wernigerode, sein Sohn Carl (1897–1945), diesem – der im Zweiten Weltkrieg fiel – aus seiner Ehe mit Anna-Agnes Prinzessin zu Solms-Hohensolms-Lich, sein Sohn, Albrecht zu Castell-Castell (1925–2016), verheiratet mit Maria Luise Prinzessin zu Waldeck und Pyrmont. Heutiger Chef des Hauses ist dessen jüngster Sohn Ferdinand (* 1965), verheiratet mit Marie-Gabrielle Gräfin von Degenfeld-Schonburg.
Graf Otto (1868–1939), Bruder des ersten Fürsten, stiftete den jüngeren Zweig, ansässig auf dem Forstgut Hochburg in Hochburg-Ach, Oberösterreich.

### II. Linie: Castell-Rüdenhausen
Stammvater: Graf Christian Friedrich zu Castell (1772–1850), Sohn des Grafen Christian Friedrich Karl zu Castell-Remlingen (1733–1773). Graf Wolfgang (1830–1913) wurde 1901 in den bayerischen Fürstenstand erhoben. Aus seiner Ehe mit Emma Prinzessin zu Ysenburg und Büdingen folgte ihm der Sohn Casimir (1861–1933), verheiratet mit Mechtild Gräfin van Aldenburg Bentinck, diesem sein ältester Sohn Rupert (1910–1944), der im Zweiten Weltkrieg unverheiratet vermisst blieb, diesem sein Bruder Siegfried (1916–2007), verheiratet mit Irene Gräfin zu Solms-Laubach, diesem sein Sohn Johann-Friedrich (1948–2014) und diesem, aus seiner Ehe mit Maria Gräfin von Schönborn-Wiesentheid, der heutige Linienchef Otto zu Castell-Rüdenhausen (* 1985), verheiratet mit Sophia Mautner von Markhof.
Graf Christian (1952–2010), jüngerer Bruder des Fürsten Johann-Friedrich, wurde von seiner Großtante Marie Amélie Baronin van Heeckeren van Wassenaer, geb. Gräfin van Aldenburg Bentinck (1879–1975), als Administrator ihrer 1953 errichteten Familienstiftung Schloss Twickel bei Delden (Niederlande) eingesetzt, wo seine Familie seither lebt.

#### Nebenlinie: Faber-Castell

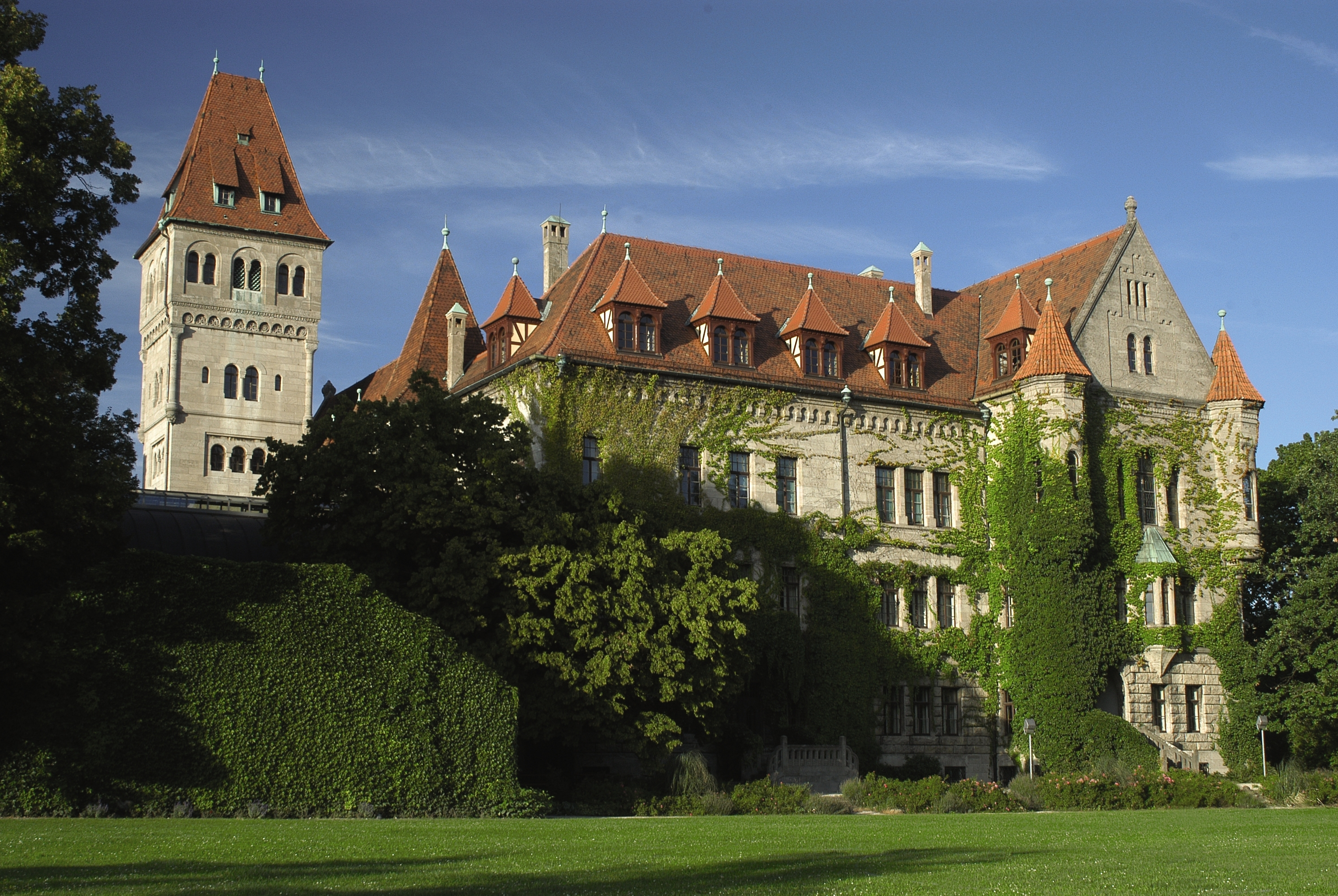
Faberschloss in Stein (Mittelfranken)

Stammvater: Alexander Graf zu Castell-Rüdenhausen heiratete 1898 Ottilie Freiin von Faber, Tochter des Bleistiftfabrikanten Wilhelm Freiherr von Faber, Nachfahre des Unternehmensgründers Kaspar Faber. Mit königlich bayerischer Bewilligung erfolgte die Umbenennung des Familiennamens in Graf von Faber-Castell und damit die Begründung einer eigenen, als morganatisch (nicht-dynastisch) betrachteten Familie. Aus dieser Ehe gingen vier Kinder hervor. Diese Nebenlinie hat ihren Sitz im Faberschloss in Stein (Mittelfranken). Anton-Wolfgang Graf von Faber-Castell stand dem Unternehmen bis 2016 vor.
Der Sohn Graf Alexanders aus einer zweiten Ehe mit Margit Gräfin Zedtwitz, erhielt den Geburtsnamen des Vaters und gehörte damit auch offiziell dem Haus Castell an; dieser Radulf Graf zu Castell-Rüdenhausen (1922–2004) war kinderlos und besaß das Schloss Schwanberg. Das Schloss wurde nach seinem Tode verkauft und befindet sich heute im Besitz der evangelischen Communität Casteller Ring.

## Wirtschaftsbetriebe
Besitz der ehemaligen Fürstenhäuser Castell-Rüdenhausen und Castell-Castell:

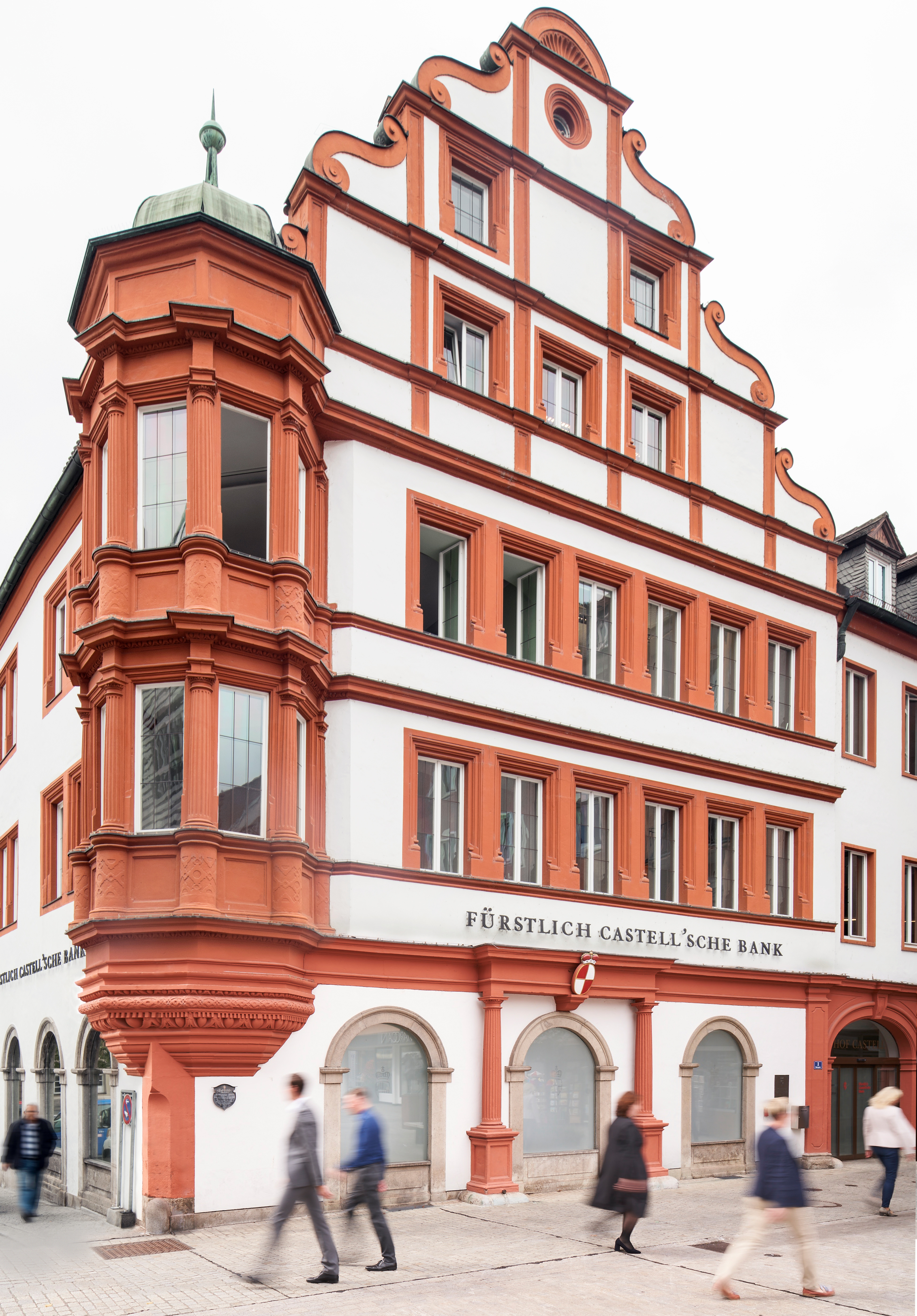
Fürstlich Castell'sche Bank, Filiale Würzburg

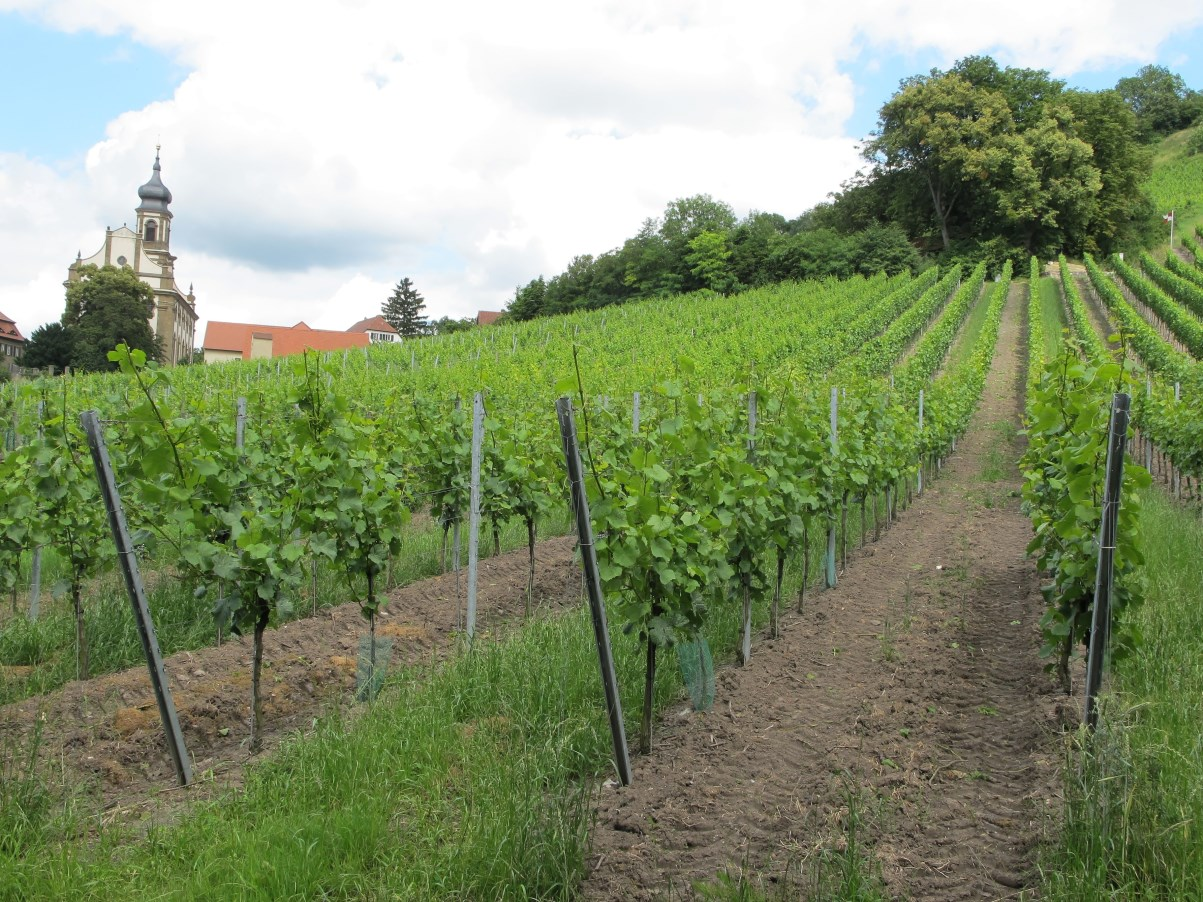
Weinberg in Castell

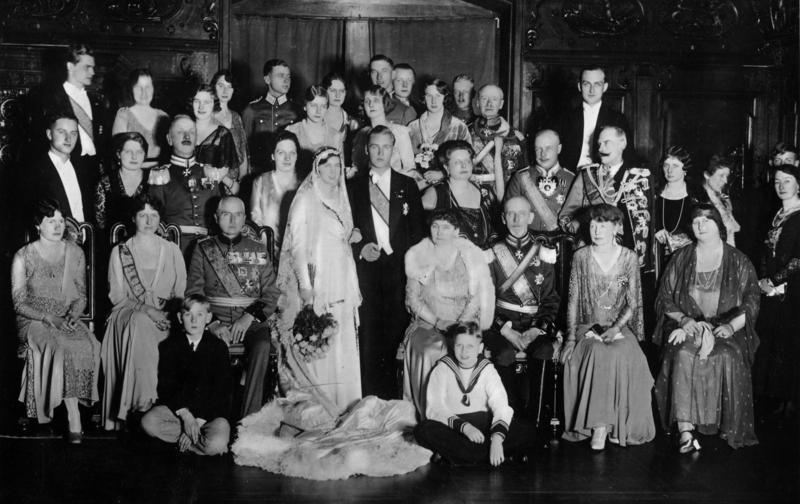
Hochzeit des Friedrich Graf zu Castell-Rüdenhausen mit Caroline Prinzessin von Sachsen-Coburg-Gotha 1931

- Die Fürstlich Castell’sche Bank, Credit-Casse AG – kurz Castell-Bank. Die unabhängige Privatbank wurde 1774 als Gräflich Castell-Remlingen’sche Landes-Credit-Cassa gegründet und ist die älteste Bank Bayerns mit Hauptsitz in Würzburg. 1857 wurde sie als private Gräflich Castell’sche Neue Credit-Casse in einem Neubau am heutigen Rathausplatz 1 in Castell neu etabliert. Sie befindet sich heute im Alleinbesitz der beiden fürstlichen Familienstämme Castell-Castell und Castell-Rüdenhausen. Das private Geldinstitut, das vor allem Vermögensmanagement für private sowie mittelständische Unternehmenskunden betreibt, hat 2005 sein Verhalten gegenüber jüdischen Kunden in der NS-Zeit in einer umfassenden Untersuchung aufgearbeitet.[16]
- Das Fürstlich Castell’sche Domänenamt ist das Weingut der Castell-Castell, Inhaber ist Fürst Ferdinand. Die Geschichte der Castell ist eng mit dem Weinbau in der Region verbunden. Bereits 1266 wurden die Lagen in Castell, Hohnart, Schlossberg und Trautberg urkundlich erwähnt. Die erste Anpflanzung der Silvaner-Reben in Deutschland ist 1659 in der Grafschaft Castell nachgewiesen.
- Die Fürstlich Castell’sche Forstverwaltung beider Linien mit 5000 Hektar Wald
- Die Fürstlich Castell’sche Meierei
- Die Gräflich Castell’sche Fischzucht im Allgäu
- Die Castell-Castell’sche Forstverwaltung, Schloss Hochburg, in Hochburg-Ach, Oberösterreich (Carl Graf zu Castell-Castell führt den Hauptbetrieb mit 3750 Hektar)
- Schloss und Gut Twickel, Niederlande (im Besitz einer 1953 errichteten Stiftung der Baronin Marie Amélie van Heeckeren van Wassenaer, geb. Gräfin van Aldenburg Bentinck (1879–1975)), die von ihrem Großneffen Christian Graf zu Castell-Rüdenhausen (1952–2010), Bruder des Fürsten Johann-Friedrich, und jetzt von dessen Erben verwaltet wird.

## Persönlichkeiten

### Bekannte Familienmitglieder
- Friedrich I. zu Castell († um 1251), von 1234/1235 bis zu seinem Tod Herrscher der Grafschaft Castell
- Friedrich V. zu Castell (* 1320; † 6. Mai 1325), begraben in der Pfarrkirche in Rüdenhausen (Kinderepitaph)
- Friedrich II. zu Castell († um 1349), von 1289 bis zu seinem Tod Herrscher der Grafschaft Castell
- Friedrich III. zu Castell († um 1376), von 1349 bis zu seinem Tod Herrscher der Grafschaft Castell
- Friedrich IV. zu Castell († um 1498), 1479 bis zu seinem Tod Herrscher der Grafschaft Castell
- Georg I. zu Castell (1467–1506), von 1498 bis zu seinem Tod Herrscher der Grafschaft Castell
- Georg II. zu Castell (1527–1597), von 1546 bis zu seinem Tod Herrscher der Grafschaft Castell
- Georg Friedrich zu Castell-Rüdenhausen (1600–1653), von 1635 bis zu seinem Tod Herrscher der Grafschaft Castell
- Heinrich II. zu Castell († um 1307), von 1253 bis zu seinem Tod Herrscher der Grafschaft Castell
- Hermann I. zu Castell († um 1289), von etwa 1253 bis zu seinem Tod Herrscher der Grafschaft Castell
- Hermann II. zu Castell († um 1331), von 1307 bis zu seinem Tod Herrscher der Grafschaft Castell
- Hermann III. zu Castell (* um 1311; † um 1365), von 1349 bis zu seinem Tod Herrscher der Grafschaft Castell
- Johann zu Castell (1468–1528), von 1498 bis zu seinem Tod Herrscher der Grafschaft Castell
- Leonhard zu Castell († um 1426), von 1399 bis zu seinem Tod Herrscher der Grafschaft Castell
- Rupert I. zu Castell († um 1223), von 1190 bis zu seinem Tod erster Herrscher der Grafschaft Castell
- Rupert II. zu Castell († um 1234), von 1223 bis zu seinem Tod zweiter Herrscher der Grafschaft Castell
- Wilhelm II. zu Castell († um 1479), von 1426 bis zu seinem Tod Herrscher der Grafschaft Castell
- Wolfgang I. zu Castell (1482–1546), von 1498 bis 1546 Herrscher der Grafschaft Castell
- Wolfgang II. zu Castell-Remlingen (1558–1631), von 1597 bis 1631 Herrscher der Grafschaft Castell
- Margarete von Castell († zwischen dem 21. März 1491 und dem 23. Februar 1492), Pröpstin des Stifts Essen
- Wolfgang Georg I. zu Castell-Remlingen (1610–1668), deutscher Landesherr
- Philipp Gottfried zu Castell-Rüdenhausen (1641–1681), deutscher Landesherr
- Wolfgang Dietrich zu Castell-Remlingen (1641–1709)
- Friedrich Magnus zu Castell-Remlingen (1646–1717)
- Johann Friedrich zu Castell-Rüdenhausen (1675–1749)
- Karl Friedrich Gottlieb zu Castell-Remlingen (1679–1743), deutscher Landesherr
- Wolfgang Georg II. zu Castell-Remlingen (1694–1735), deutscher Landesherr
- August Franz Friedrich zu Castell-Remlingen (1705–1767), deutscher Landesherr
- Ludwig Friedrich zu Castell-Remlingen (1707–1772)
- Christian Friedrich Carl zu Castell-Remlingen (1730–1773), deutscher Landesherr
- Christian Adolf Friedrich Gottlieb zu Castell-Remlingen (1736–1762), deutscher Landesherr
- Friedrich Ludwig Carl Christian zu Castell-Rüdenhausen (1746–1803)
- Friedrich Ludwig zu Castell-Castell (1791–1875), deutscher Politiker und Gutsbesitzer
- Carl zu Castell-Castell (1801–1850), nassauischer Oberst
- Gustav zu Castell-Castell (1829–1910), bayerischer Generalleutnant und Obersthofmeister
- Friedrich Carl zu Castell-Castell (1864–1923), Fürst zu Castell-Castell
- Otto zu Castell-Castell (1868–1939), bayerischer Generalmajor und Flügeladjutant
- Friedrich zu Castell-Castell (1874–1919), sächsischer Ministerial- und Verwaltungsbeamter
- Ottilie von Faber-Castell (1877–1944), Unternehmerin und Inhaberin von Faber-Castell
- Carl zu Castell-Castell (1897–1945) von 1923 bis 1945 das Oberhaupt der Familie Castell-Castell
- Wulf-Diether Graf zu Castell-Rüdenhausen (1905–1980) war Flugpionier, später Direktor des Flughafens München-Riem
- Roland Graf von Faber-Castell (1905–1978), deutscher Unternehmer, Inhaber von Faber-Castell
- Clementine zu Castell-Rüdenhausen (1912–2008), BDM-Funktionärin in der Reichsjugendführung der NSDAP und erste Beauftragte für das BDM-Werk „Glaube und Schönheit“
- Siegfried Fürst zu Castell-Rüdenhausen (1916–2007), Land- und Forstwirt, Unternehmer sowie Jagdfunktionär; Ehrenbürger von Rüdenhausen
- Prosper zu Castell-Castell (1922–1989), Kommendator der Bayrischen Genossenschaft des Johanniterordens
- Albrecht zu Castell-Castell (1925–2016), Land- und Forstwirt, Bankier; politisch und kirchlich engagiert
- Bertram Castell (auch: Bertram Graf zu Castell-Rüdenhausen; * 1932), deutsch-österreichischer Maler, Zeichner und Bildhauer
- Ruprecht Graf zu Castell-Rüdenhausen (* 1940), Ordensstatthalter und Ordensdekan des Johanniterordens[17]
- Hubertus Graf von Faber-Castell (1934–2007), Inhaber von Faber-Castell & Bankhaus Sal. Oppenheim
- Anton-Wolfgang Graf von Faber-Castell (1941–2016), Inhaber, später Vorstandsvorsitzender von Faber-Castell
- Caroline Elizabeth Renate Ottilie Gräfin von Faber-Castell (* 1961), deutsch-schweizerische Unternehmerin
- Floria-Franziska Gräfin von Faber-Castell (* 1974), seit 2003 verheiratet mit Heinrich Donatus Landgraf von Hessen, Chef des Hauses Hessen
- Otto Fürst zu Castell-Rüdenhausen (* 31. Mai 1985 in Würzburg), Mitinhaber der Fürstlich Castell’sche Bank, Credit-Casse AG
- Ferdinand Fürst zu Castell-Castell (* 20. Mai 1965 in Castell), Mitinhaber der Fürstlich Castell’sche Bank, Credit-Casse AG sowie Inhaber des Fürstlich Castell’sche Domänenamt

## Wappen
Das Wappen ist (Scheiblersches Wappenbuch) von Silber und Rot geviert. Auf dem gekrönten Helm mit rot silbernen Decken, ein rot-silbern gevierter Stulphut, der mit einem Pfauenspiegel besteckt ist.

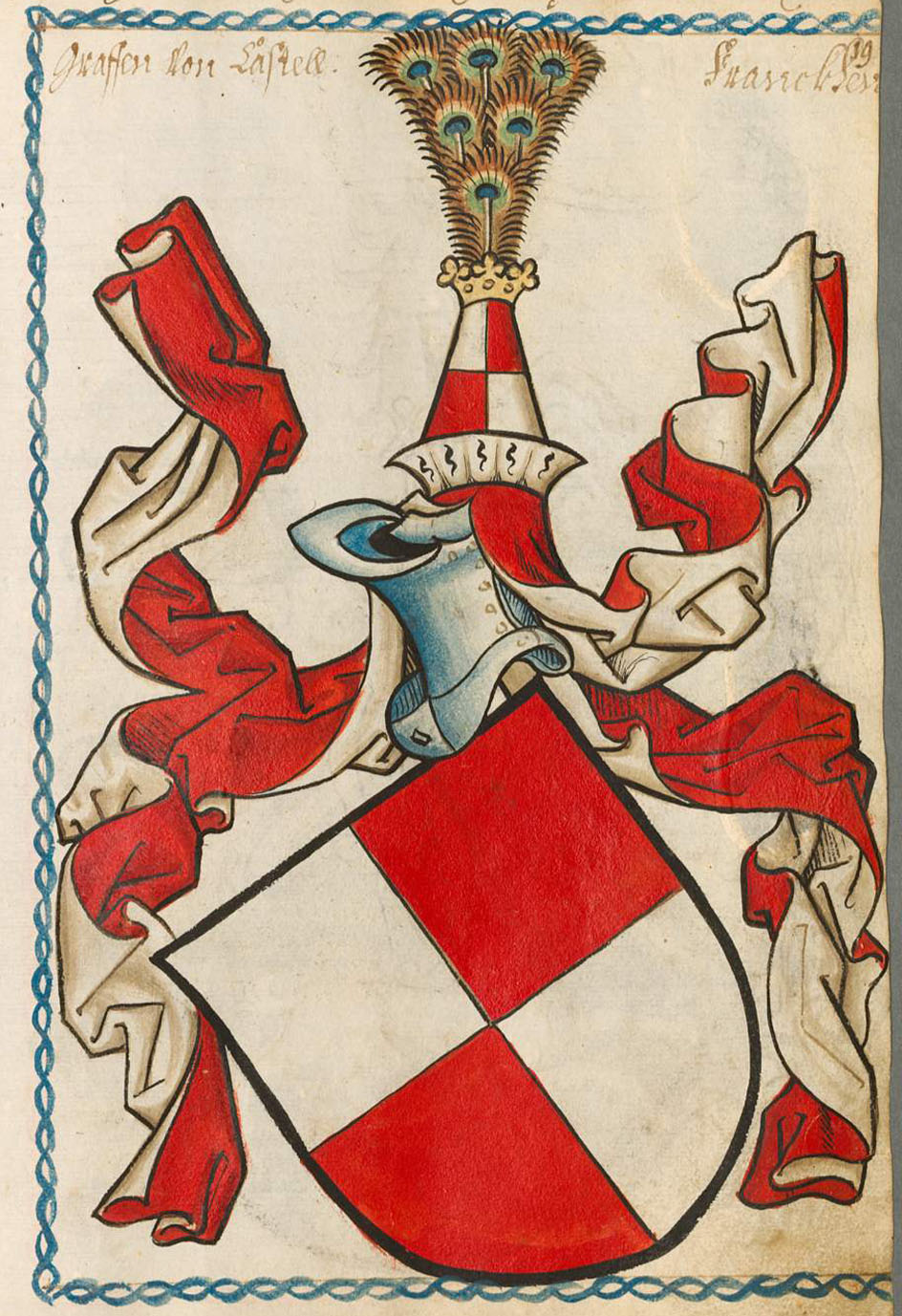
Wappen der Castell im Scheiblerschen Wappenbuch
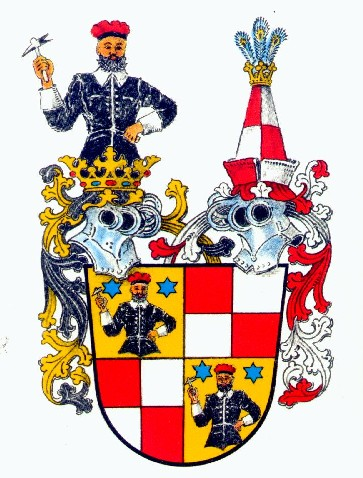
Wappen der Grafen von Faber-Castell

(Hinweis: Die fränkischen Ritter Schott von Schottenstein führten als Lehnsleute der Casteller das gleiche Wappen mit anderer Helmzier.)

## Unterscheidung
Die fränkischen Grafen und Fürsten zu Castell sind nicht zu verwechseln mit den:
- Freiherren und Grafen Schenk von Castell, Konstanzer und St. Galler Ministerialengeschlecht, später in Schwaben
- Grafen von Kastl, mittelalterliches Geschlecht in der Oberpfalz